# Bársonyos forradalom
A bársonyos forradalom (csehül: sametová revoluce, szlovákul: nežná revolúcia) kifejezést annak az 1989. november 17-e és december 29-e között lezajlott folyamatnak a leírására használják, melynek során Csehszlovákiában a hatalmat Csehszlovákia Kommunista Pártja (CSKP) viszonylag békés keretek között átadta az emberi jogi mozgalomnak.

## Története

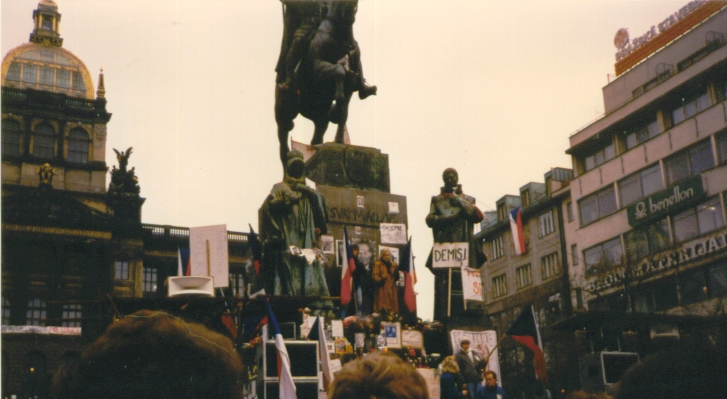
Tüntetés Prágában 1989 novemberében

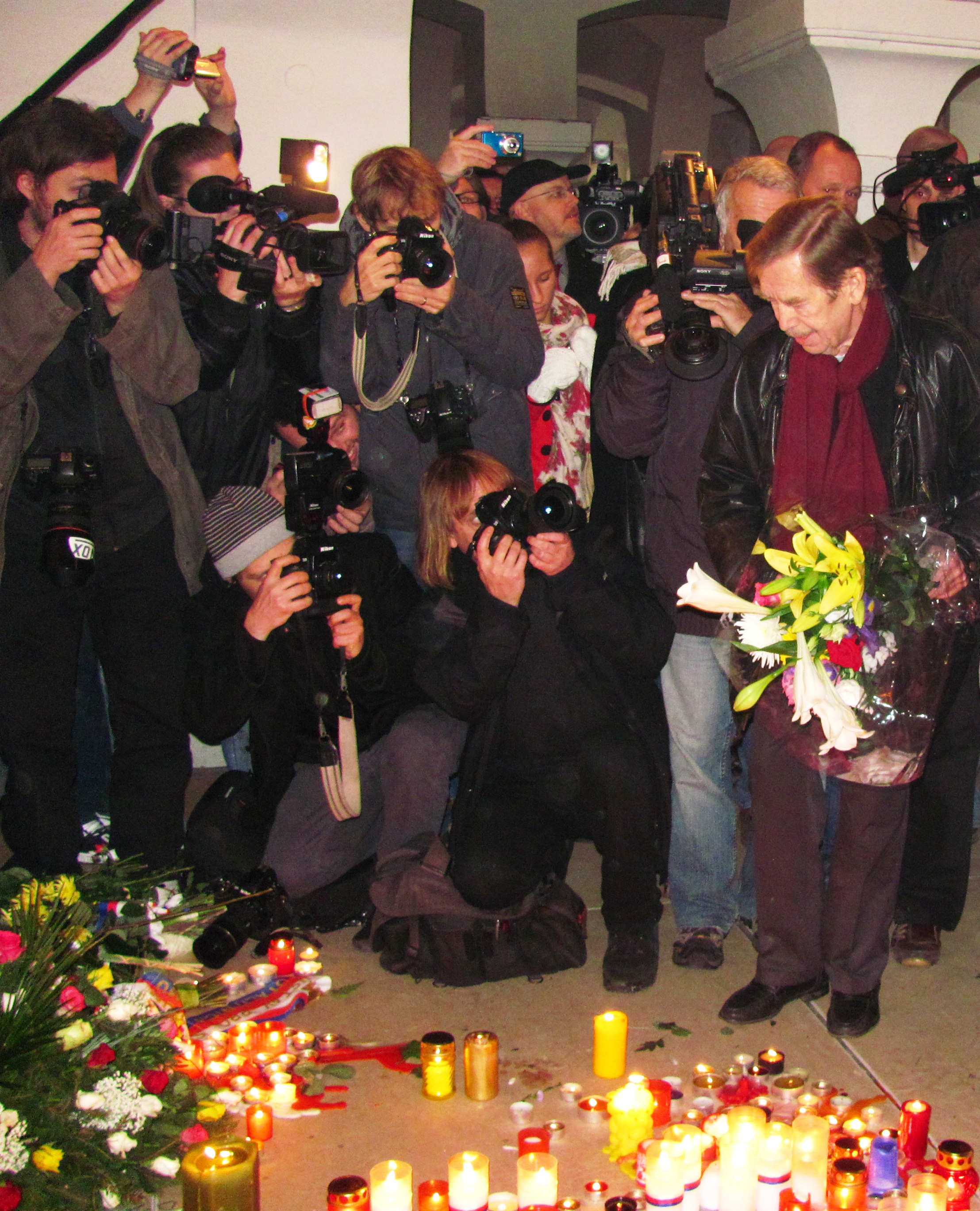
Václav Havel a 2010-es megemlékezésen

A szocializmus lengyel, magyar és kelet-német bukása megindította a tüntetéseket a csehszlovák rendszer ellen is Prágában, Brünnben és Pozsonyban (1989 augusztusától októberéig). Kezdetben ezeket elfojtották, de az állambiztonsági erők egyre kevésbé tudtak fellépni a növekvő számú tüntető ellen. A tüntetők békések voltak, virágot nyújtottak a velük szemben álló, felfegyverzett rendőröknek.
1989. november 18-án megalakították a Civil Fórumot. Ebbe bekerültek a Charta ’77 mozgalom emberjogi vezetői is. A Fórum célja az volt, hogy összefogja és megszervezze a különböző ellenzéki csoportokat, és hogy a kormánnyal tárgyalásokba kezdjen. November 27-re általános sztrájkot hirdettek, amely megmutatta, hogy a régi kormányzat mindenféle társadalmi támogató bázis nélkül maradt, és néhány nap múlva össze is omlott. November 29-én véget ért a kommunista párt politikai egyeduralma. December 10-én megalakult az új kormány, melynek tagjai nagyrészt nem kommunisták voltak. Ezután a megelőző két évtized legkitartóbb és legelismertebb kommunizmus-kritikusai is hivatalhoz jutottak: december 28-án Alexander Dubček a parlament elnöke, Václav Havel pedig köztársasági elnök lett. 1990. június 8–9-én megtartották a választásokat is, melyek megerősítették a bársonyos forradalom vezetőit.

## Emlékhelyek

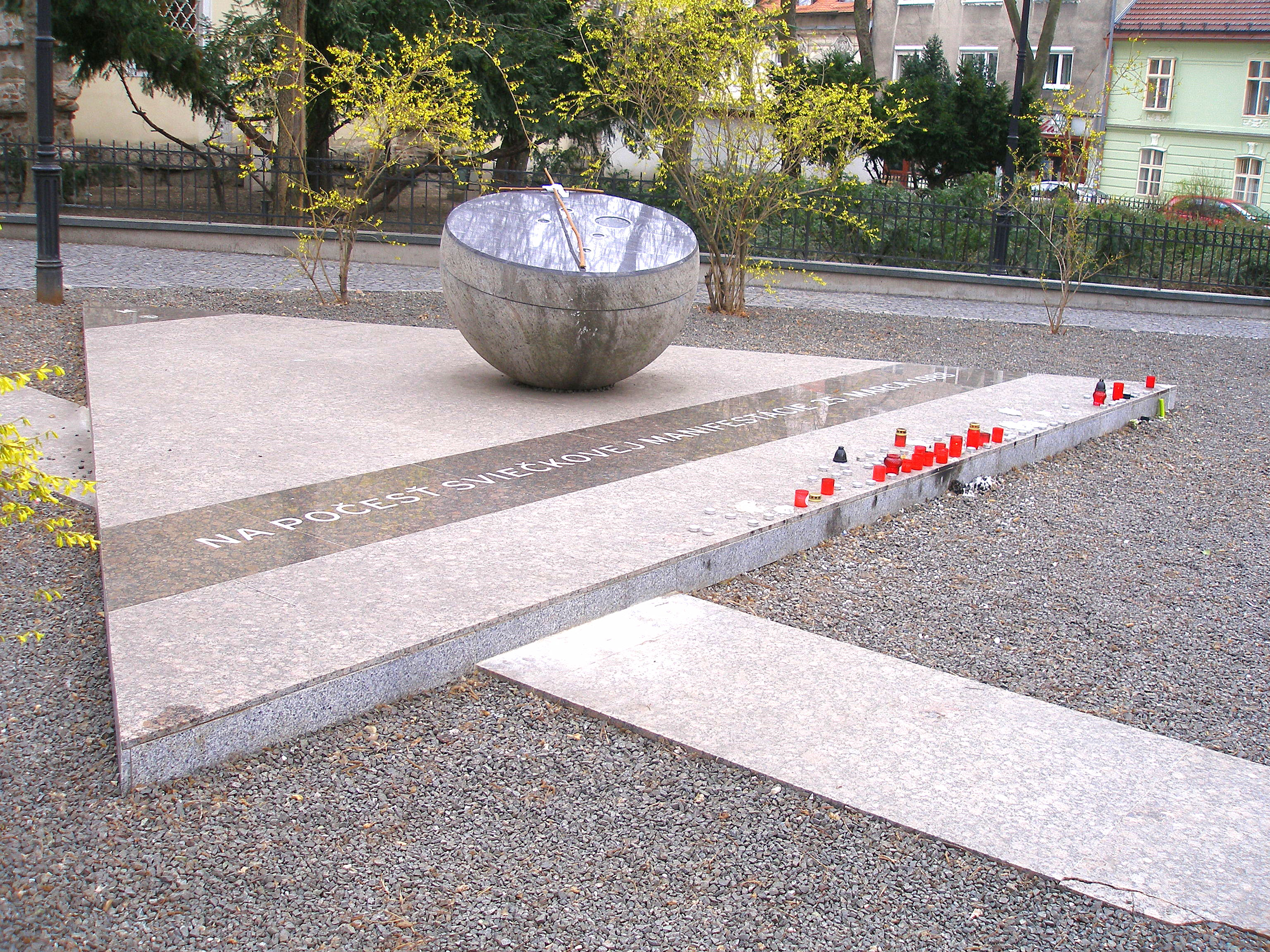
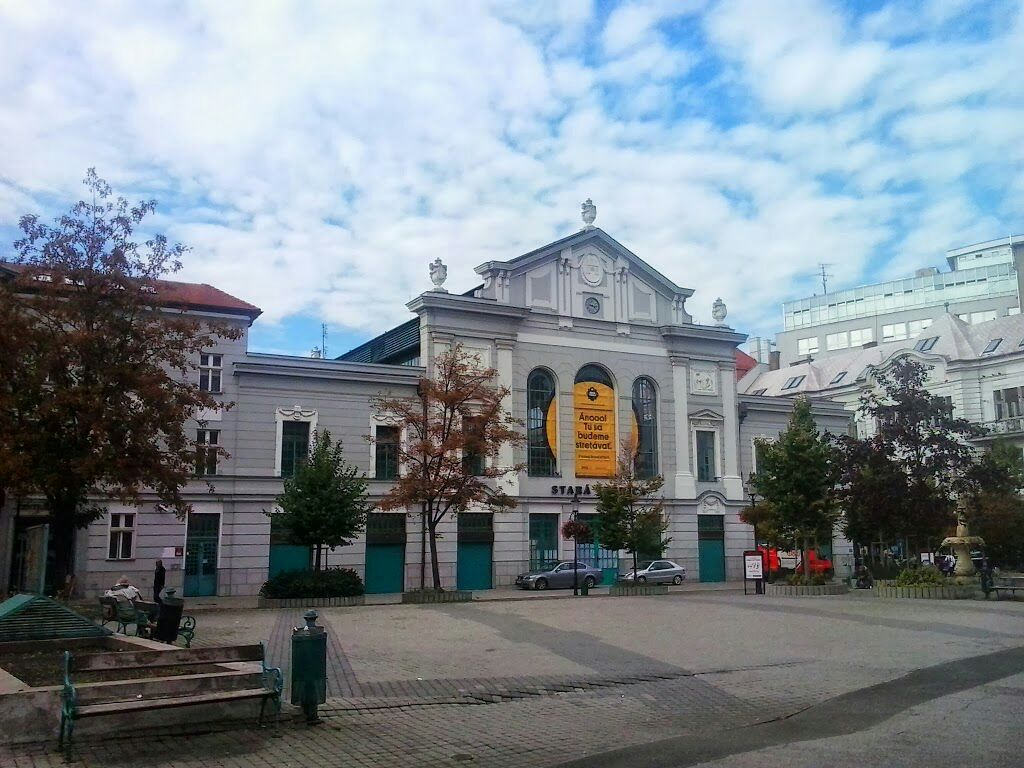
Bársonyos forradalom-tér
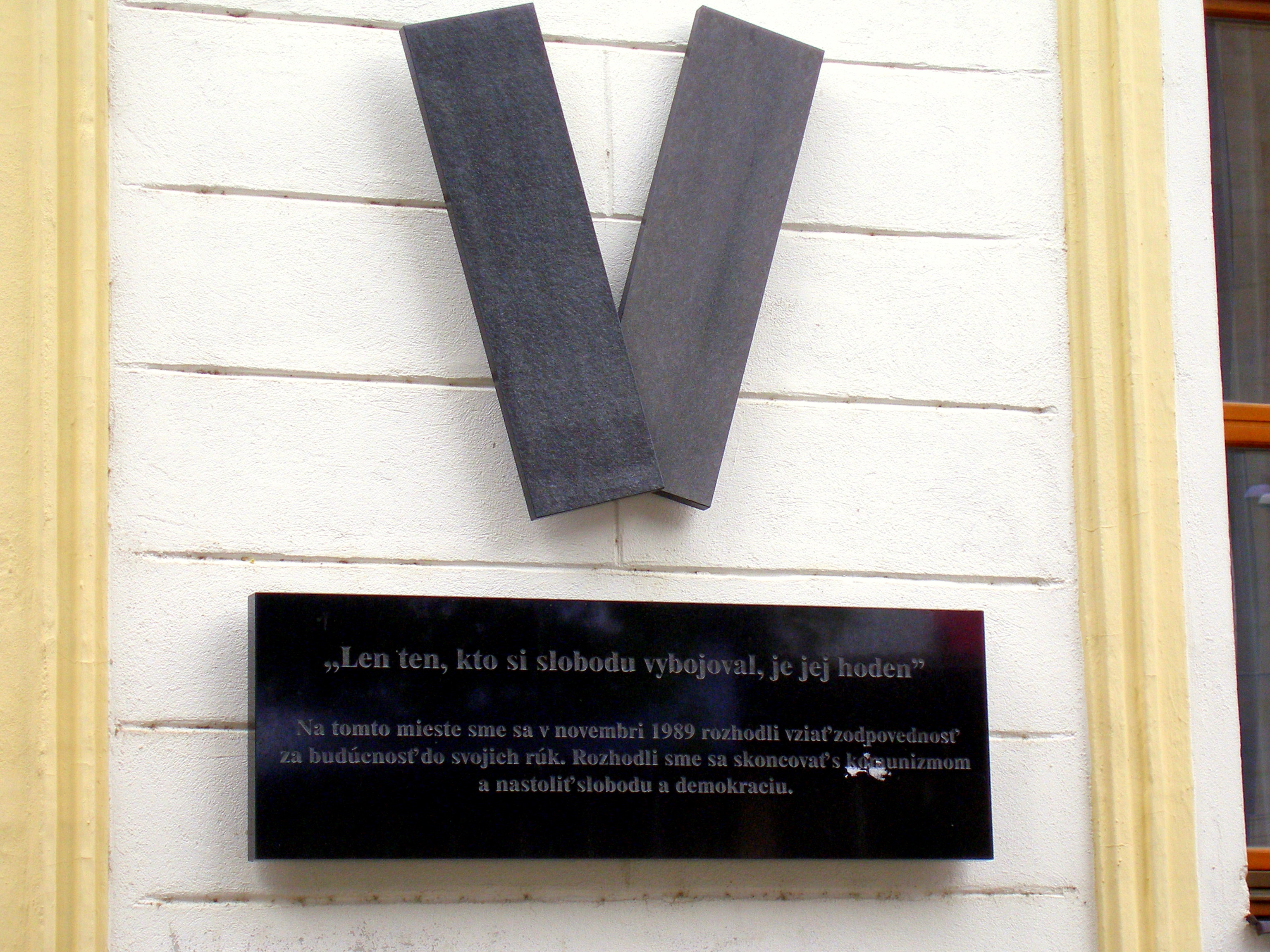
Pozsony
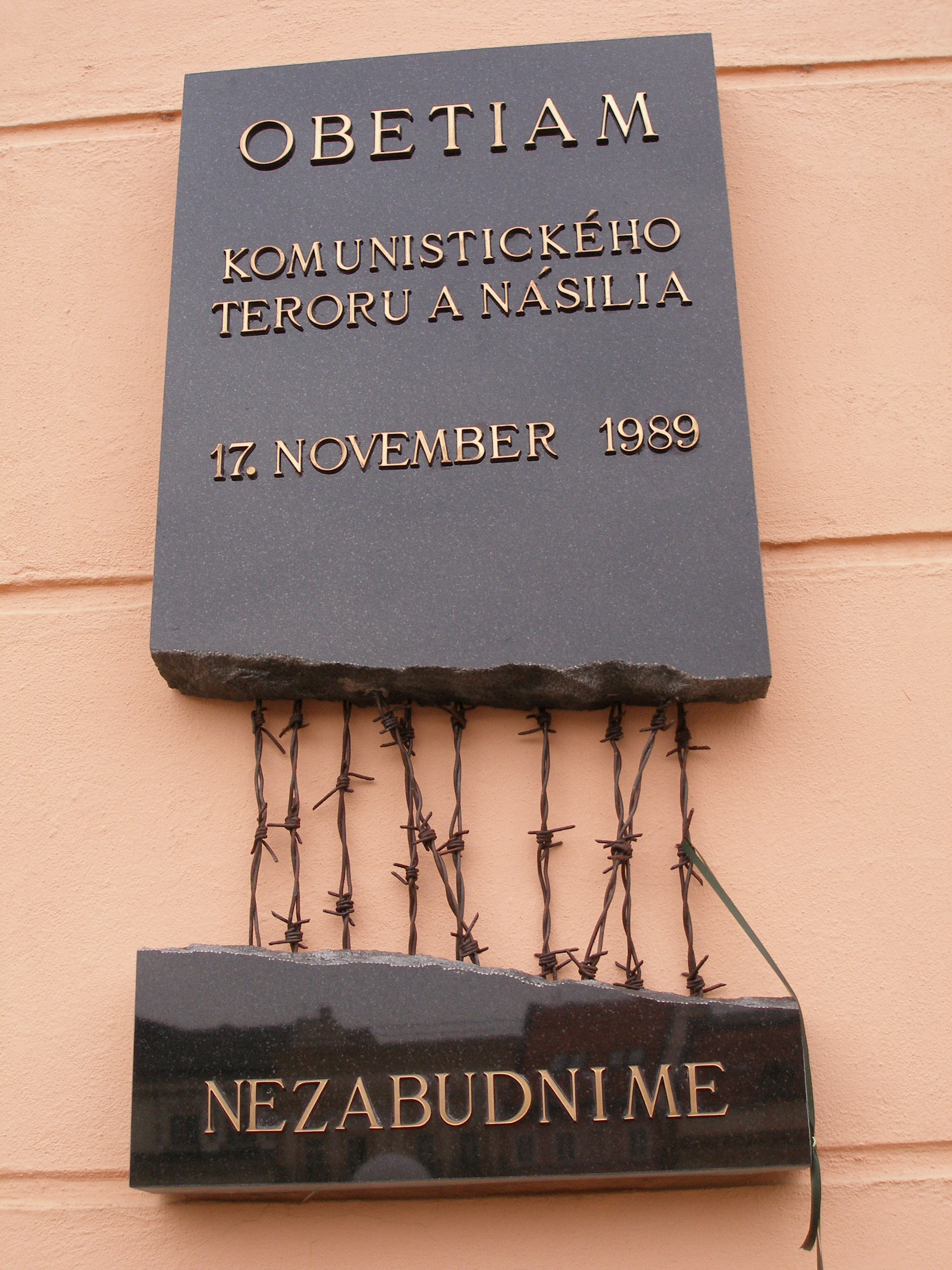
Eperjes
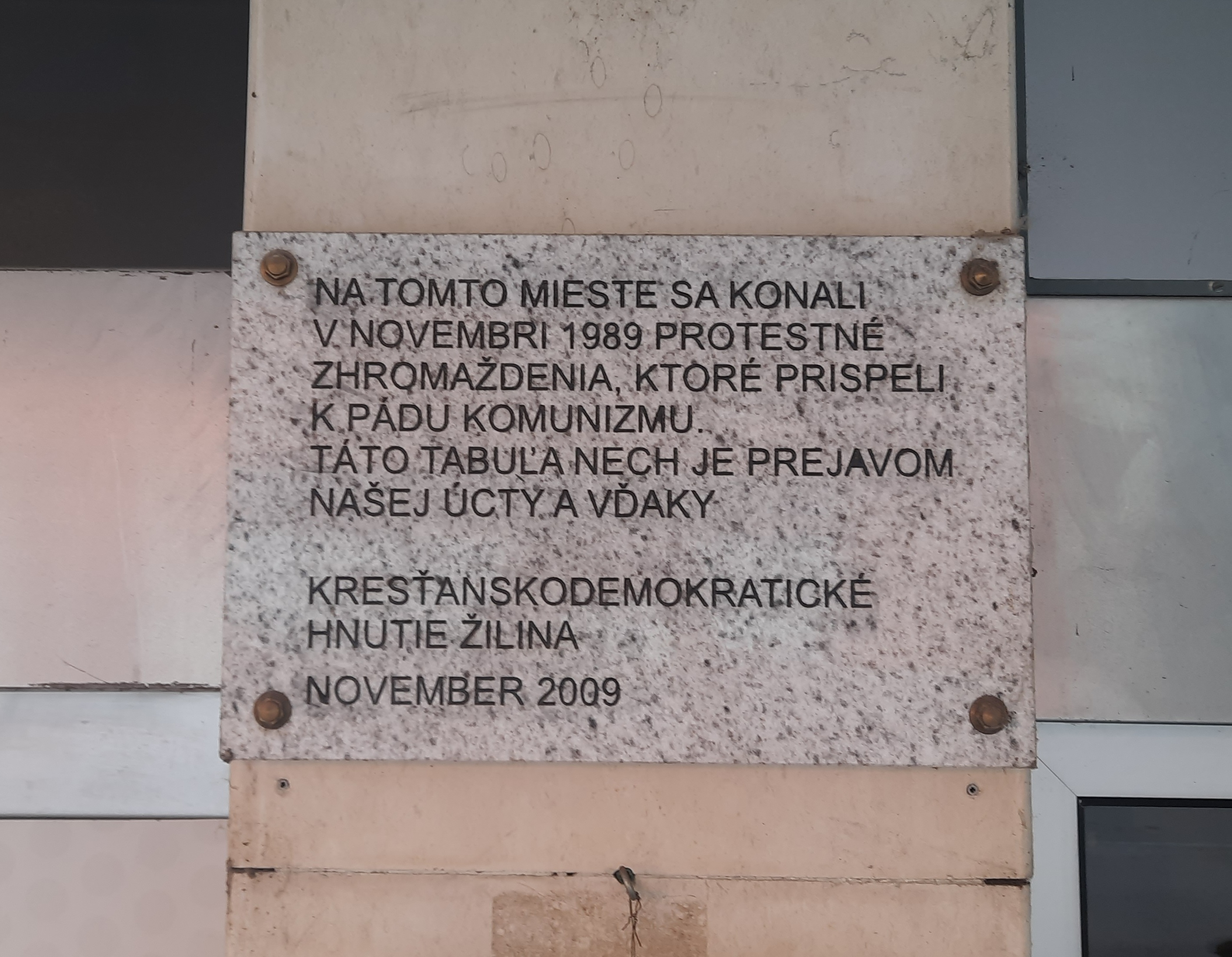
Zsolna